# パリス (ホテル)
パリス・ラスベガス（Paris Las Vegas）とは、アメリカ合衆国ネバダ州ラスベガスにあるカジノホテルである。
フランスパリをイメージしていて、シンボルはエッフェル塔や凱旋門など。
本館はパリ市庁舎を模しており、案内表示などにもフランス語を併用するなどしている。
ヒルトンホテルが企画、建設を進めたが、完成直前にヒルトンは撤退し、パークプレイスグループの元で1999年竣工、オープンした。
その後二度の買収を経て、2011年現在はシーザーズ・エンターテインメントによって運営されている。

## アトラクション
- エッフェル塔　本物の半分の高さのエッフェル塔。当初は本物と同じ大きさで計画されていたが、空港に近すぎるために縮小された。上に展望台が作られている。

## 場所
- 3655 Las Vegas Blvd South, Las Vegas, NV 89109, U.S.A.

ラスベガス大通り（ストリップ）東側、フォーコーナーから南へ2軒目のホテルである。ホテルの裏手にはモノレールの駅もある。